# Female Convict Scorpion: Jailhouse 41
Female Convict Scorpion: Jailhouse 41 (女囚さそり 第４１雑居房?, Joshuu Sasori: Dai-41 Zakkyo-bō) è un film del 1972, diretto da Shunya Ito, tratto dall'omonimo manga di Tooru Shinohara.
È il secondo lungometraggio della serie Sasori, iniziata nel 1972 con Female Prisoner #701: Scorpion, diretto sempre da Shunya Ito e interpretato da Meiko Kaji. È considerato il film più visionario e poetico della serie.

## Trama
Nami Matsushima, detta Sasori, è rinchiusa in isolamento nel carcere gestito dall'ispettore Goda, prossimo a una promozione. Nel carcere arriva il ministro della Giustizia, per compiere un'ispezione, e Sasori viene fatta uscire per l'occasione. La ragazza aggredisce davanti agli occhi sconvolti del ministro l'ispettore Goda. Le altre detenute approfittano dell'occasione per scatenare una rivolta, che viene però stroncata facilmente dai poliziotti. Le detenute vengono quindi mandate in un campo di lavoro, dove l'ispettore Goda fa violentare Sasori da quattro poliziotti, per umiliarla davanti alle altre ragazze.
Sul furgone che conduce nuovamente in carcere le ragazze, Sasori viene aggredita a calci e pugni dalle altre detenute, e si finge morta. Quando due poliziotti aprono il furgone, insospettiti dalle urla di una ragazza, Sasori apre gli occhi e uccide uno di loro, mentre le altre ragazze uccidono l'altro poliziotto e fuggono, rifugiandosi in una capanna abbandonata. Lì incontrano una donna anziana armata di un coltello, che svela il motivo per il quale le ragazze sono in carcere, quindi si fa uccidere da Sasori. Una delle detenute, Haru, esce dalla capanna e si reca a trovare il figlio. Una volta incontratolo, viene raggiunta da due poliziotti, che le chiedono di dirgli dove sono nascoste le altre ragazze. Haru rifiuta di dirlo e fugge. Viene seguita da un poliziotto, che però viene ucciso da Sasori.
Un gruppo di turisti si trova su un pullman, quando vengono fermati dalla polizia, che dice loro delle detenute fuggite dal carcere, e di prestare attenzione. Una delle detenute si rilassa vicino a una cascata, dove incontra tre turisti scesi dal pullman. Questi la violentano e la uccidono, quindi la gettano da un dirupo, proprio quando giungono Sasori e le altre detenute, che inseguono i tre e prendono in ostaggio gli altri turisti che si trovano sul pullman. Sasori punta un coltello sul viso dell'autista, mentre le altre detenute picchiano e umiliano i tre uomini responsabili dell'omicidio della loro amica. Giunti a un posto di blocco, le detenute gettano dal pullman Sasori, che viene catturata. Il pullman giunge davanti a un camion sul quale vi è il figlio di Haru, che scende dal pullman e corre verso di lui, ma viene uccisa dai poliziotti. Oba, una delle detenute, responsabile dell'omicidio dei propri figli, uccide l'autista del pullman e forza il posto di blocco.
L'ispettore Goda decide di usare Sasori per conoscere lo stato degli ostaggi. Sasori si reca davanti al pullman, dove accusa Oba di averla tradita, quindi torna da Goda e mente, dicendogli che gli ostaggi sono tutti morti. Goda ordina ai suoi uomini di aprire il fuoco contro il pullman. Ne scaturisce una sparatoria, durante la quale muoiono tutte le ragazze, tranne Oba, che viene rinchiusa nel furgone accanto a Sasori.
Goda ordina a due poliziotti di uccidere Sasori. Le guardie fermano quindi il furgone e fanno scendere Sasori. Quando uno di loro sta per spararle, viene fermato da Oba, che insieme a Sasori uccide i poliziotti e fugge. Giunte davanti a una discarica di rifiuti, Oba muore tra le braccia di Sasori, che si reca davanti al ministero della Giustizia e tende un agguato a Goda, accoltellandolo a morte.
Accanto a Sasori tornano tutte le detenute, che si passano il coltello tra le mani e iniziano a correre felici.

## Collegamenti ad altre pellicole
- La canzone che accompagna i titoli di testa della pellicola, Urami-Bushi, scritta da Shunya Ito e cantata da Meiko Kaji, è stata utilizzata da Quentin Tarantino nei titoli di coda dei due Kill Bill.